# 리창구

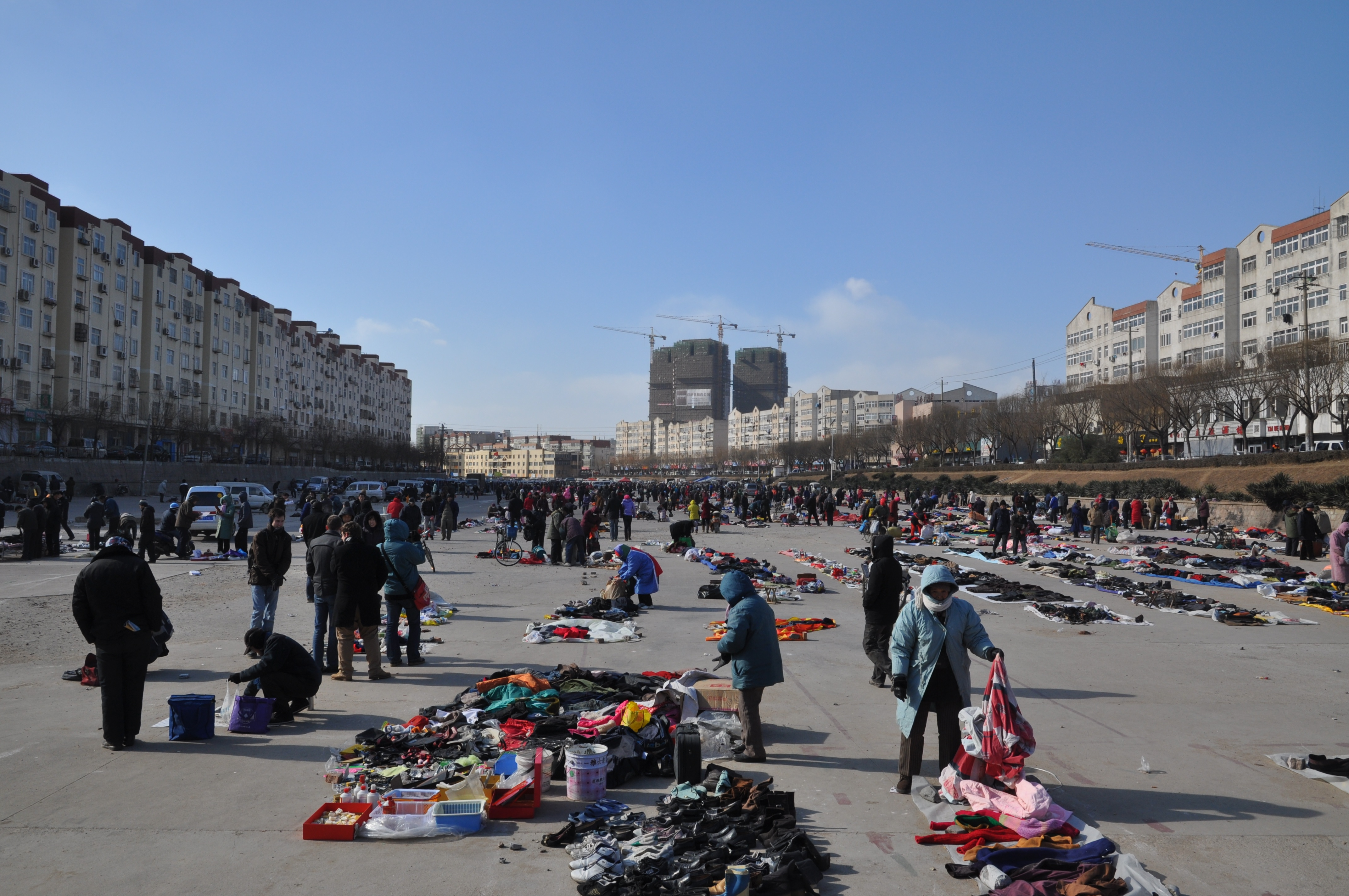

리창구(한국어: 이창구, 중국어: 李沧区, 병음: Lǐcāng Qū)는 중화인민공화국 산둥성 칭다오시의 현급 행정구역이다. 넓이는 98km2이고, 인구는 2007년 기준으로 300,000명이다.

## 행정 구역
11개 가도를 관할한다.
- 가도: 振华路街道、沧口街道、兴华路街道、兴城路街道、李村街道、虎山路街道、浮山路街道、湘潭路街道、楼山街道、九水街道、世园街道。